# Bert Convy
Bernard Whalen "Bert" Convy (23 de julio de 1933 – 15 de julio de 1991) fue un actor, cantante, presentador y panelista de concursos de nacionalidad estadounidense conocido principalmente por su trabajo presentando Tattletales, Password Plus and Super Password, y Win, Lose or Draw.

## Inicios
Nacido en San Luis (Misuri), sus padres eran Monica y Bert Convy. Convy fue miembro de la banda vocal de la década de 1950 The Cheers, que consiguió un éxito Top 10 en 1955, "Black Denim Trousers And Motorcycle Boots". También fue jugador de las ligas menores de Ligas Menores de Béisbol, formando parte de los Philadelphia Phillies.

## Carrera inicial
Convy inició su carrera en el mundo del espectáculo como intérprete y cantante en revistas de Billy Barnes en las décadas de 1950 y 1960. En 1961 actuó en el drama de Warner Brothers Susan Slade, interpretando al rival de Troy Donahue por el afecto de Connie Stevens.  Convy trabajó como actor teatral en el circuito de Broadway, participando en las obras El violinista en el tejado (1964), The Impossible Years (1965) y Cabaret (1966). Además actuó en el film de Roger Corman El falso escultor y en la serie televisiva Love of Life, en la cual interpretó a Glenn Hamilton, un violador.

## Carrera en concursos televisivos
En las décadas de 1960 y 1970 Convy fue un popular panelista semiregular en varios concursos, entre ellos What's My Line?, To Tell the Truth, Match Game y Password, llegando pronto a presentar algunos de los mismos, como Tattletales (1974–1978, 1982–1984), programa por el cual recibió un Premio Emmy al mejor presentador de concursos en 1977, y la cuarta edición de Password, Super Password (1984–1989).
Convy también presentó la versión en redifusión de Win, Lose or Draw (1987–1990), la cual coprodujo con Burt Reynolds formando parte de la firma Burt and Bert Productions. La última temporada de Win, Lose or Draw la presentó Robb Weller, lo cual liberó a Convy para hacer lo mismo con su último concurso, producido también por él, 3rd Degree, un programa en redifusión que se emitió en la temporada 1989 – 1990. Finalmente, iba a presentar en 1990 la reposición de Match Game, pero su estado de salud no se lo permitió, por lo cual se hizo cargo de la tarea el comediante Ross Shafer.

## Televisión y cine
En la temporada 1960-1961 Convy fue artista invitado de la sitcom de Pat O'Brien para la ABC Harrigan and Son, al igual que para el show detectivesco de la misma cadena 77 Sunset Strip, en el papel de David Todd. Entre otras actividades televisivas, Convy actuó en episodios de tres series de la CBS: Perry Mason (protagonizada por Raymond Burr), Hawaii Five-O (de Jack Lord), y The New Phil Silvers Show. También intervino en el capítulo inicial de La Isla de la Fantasía, serie protagonizada por Ricardo Montalban.
En 1976 intentó incrementar su fama con un programa de variedades de corta trayectoria, The Late Summer Early Fall Bert Convy Show, y en 1979 actuó con  las Dallas Cowboys Cheerleaders en una película con el mismo título.
Convy actuó en varias producciones cinematográficas, destacando el film Semi-Tough (1977), en el que interpretaba a un personaje, "Friedrich Bismark", que era una caricatura de Werner Erhard. También protagonizó la película de director francés Philippe de Broca Les Caprices de Marie (1970). En 1979 fue un tenista en el film Racquet, y en 1982 tuvo una destacada actuación en Help Wanted: Male. Su última actuación para el cine tuvo lugar en el film de 1981 The Cannonball Run, interpretando a Bradford Compton. 
Aparte de actuar, en 1986 dirigió la comedia Weekend Warriors. En 1980 Convy había producido y dirigido el estreno en el Goodspeed Opera House del musical Zapata, con música y letras de Harry Nilsson y Perry Botkin, Jr., y libreto de Allan Katz.

## Vida personal
Convy se casó dos veces: la primera con Anne Anderson, con la que tuvo tres hijos, y la segunda con Catherine Hills, con la que se casó cinco meses antes de fallecer. La hija de Convy, Jennifer, también trabajó en televisión, siendo moderadora de shows de Home and Garden Television (HGTV). Su hijo menor, Jonah Convy, entró en el mundo del espectáculo, y el mayor, Joshua Convy, se dedicó a la contabilidad.
En abril de 1990 Convy ingresó en el Centro Médico Cedars-Sinai tras sufrir un colapso mientras visitaba a su madre. Se le diagnosticó un tumor cerebral con un mal pronóstico vital, por lo que hubo de renunciar a sus planes para trabajar en Match Game 90. Tras intentar diversos tratamientos en varios hospitales, Convy falleció el 15 de julio de 1991 en Los Ángeles, California, 8 días antes de cumplir los 58 años de edad. Sus restos fueron enterrados en el Cementerio Forest Lawn Memorial Park de Hollywood Hills, Los Ángeles.